# 佐用姫 (小惑星)
佐用姫（さよひめ、32990 Sayo-hime）は小惑星帯の小惑星である。佐藤直人が1997年に秩父市で発見した。
唐津市が広報紙やホームページで命名を呼びかけ、主に市内の子どもたちの応募の中から選んだ。
佐用姫は伝説上の人物で、佐賀県唐津市に日本三大悲恋物語として伝わる「佐用姫伝説」の主人公である。
佐用姫の夫とされる大伴狭手彦の記述は、「日本書紀」「肥前風土記」や「万葉集」に見ること
ができる。一方、佐用姫の記述は、「肥前風土記」では弟日姫子とされ、「万葉集」では佐用姫と
されている。また、万葉集には、この伝説に因んだ和歌が収録されている。